# 日家
日家（にけ、正嘉2年（1258年）- 正和4年7月10日（1315年8月10日））は、鎌倉時代中期から後期にかけての日蓮宗の僧。号は寂日房（じゃくにちぼう）。小湊誕生寺開基。

## 概要
日家の幼名は竹寿麿である。江戸中期の文献『本化別頭仏祖統記』には上総国夷隅郡興津の領主・佐久間兵庫助重吉の第三子とされている。佐久間重貞の子、長寿麿とともに正嘉2年（1258年）の生まれである。重貞は日家の長兄で、長寿麿とは叔父甥の間柄となる。文永元年（1264年）、日蓮は母（梅菊女）の危篤の知らせを受けて安房小湊に戻っていたが、興津の領主、佐久間重貞は、日蓮を自宅に招いて説法を聞き、日蓮に深く帰依するようになり、子息の長寿麿を弟子にした。竹寿麿も同時に弟子になった。長寿麿はのちに美作房（みまさかぼう）日保（にほ）と号し、竹寿麿は寂日房日家と号した。日保は佐久間重貞の持仏堂をあらためて法華堂〔妙覚寺〕とし、日家は日蓮の生家跡に誕生寺を開創した。日興が美作房日保へ宛てた手紙〔弘安7年（1284年）10/18 美作房御返事〕には、寂日房が身延に居たことが記されている。

## 略歴
- 正嘉2年（1258年）、日家、生まれる。
- 文永元年（1264年）10月、日蓮、興津妙覚寺を創す。
- 文永2年（1265年）、寂日房日家、美作房日保とともに7歳で得度す。
- 建治2年（1276年）10月、寂日房日家、小湊誕生寺を創す。
- 正和4年（1315年）7月10日、遷化（死亡）した。〔57歳〕

寂日房日家と同時代に、日興の弟子で本六の日華も同じ寂日房という号であり、保田妙本寺日我の『宗祖一期略記』には「小湊誕生寺の小堂、日華と申す中老の開闢也」と書かれ誕生寺は日華の開山とされているなど同一人物という説もあるが、一方は甲斐の出身、一方は上総の出身とされ、なお研究の余地が残されている。日蓮正宗では、同一人物という説が有力視されているが、日蓮宗側の研究では別人としている。